# شيلديبريجس للسيدات 2021
شيلديبريجس للسيدات 2021 (بالفرنسية: Grand Prix de l'Escaut féminin 2021)‏ هو سباق دراجات هوائية، وهو الموسم رقم 1 من شيلديبريجس للسيدات، وأقيم في 7 أبريل 2021، وامتدّ لمسافة 136.2 كيلومتر، وهو أحد سباقات سباق الدراجات على الطريق للسيدات 2021، وشارك فيه 152 متسابقاً ووصل إلى نهايته 111 متسابقاً.
فاز بالمركز الأول لورينا ويبيس، وبالمركز الثاني إيما نورسجارد يورجنسن، وبالمركز الثالث إليسا بالسامو.

## الفرق
| فرق سيدات عالمية (5)- Liv AlUla Jayco ‏ - كانيون إس آر إيه إم راسينغ 2021 ‏ - فريق سنويب للسيدات 2021 ‏ - موفيستار للسيدات 2021 ‏ - Lidl–Trek (women's team) ‏ فرق دراجات قارية سيدات (19)- أيه آر مونكس برو سيكلينج للسيدات 2021 ‏ - اركيا للسيدات 2021 ‏ - Aromitalia–Basso Bikes–Vaiano ‏ - بيبينك 2021 ‏ - بنجوال شوفالمير 2021 ‏ - بيزكايا دورانجو 2021 ‏ - Ceratizit Pro Cycling ‏ - كووب-هايتك برودكتس 2021 ‏ - دولتشيني فان إيك بروكسيموس 2021 ‏ - دروبز-لي كول 2021 ‏ - GT Krush Rebellease Pro Cycling ‏ - Isolmant–Premac–Vittoria ‏ - لوتو سودال للسيدات 2021 ‏ - مولتم أكاونتس 2021 ‏ - إن إكس تي جي ريسينغ 2021 ‏ - باركهوتل فالكنبورغ 2021 ‏ - بلانتور بورا 2021 ‏ - روبل كليننينج-شامبين 2021 ‏ - فالكار سيلانس 2021 ‏ |  |
| |  |

## التصنيف العام النهائي
| التصنيف العام                          | التصنيف العام   | التصنيف العام | التصنيف العام                     | التصنيف العام |
| العداء                                 | العداء          | البلد         | الفريق                            | الوقت         |
| -------------------------------------- | --------------- | ------------- | --------------------------------- | ------------- |
| 1                                      | لورينا ويبيس    | هولندا        | فريق سنويب للسيدات ‏               | 3 س 26 د 49 ث |
| 2                                      | Emma Norsgaard  | الدنمارك      | موفيستار للسيدات ‏                 | + 0 ث         |
| 3                                      | إليسا بالسامو   | إيطاليا       | فالكار سيلانس ‏                    | + 0 ث         |
| 4                                      | إميلي موبيرج    | النرويج       | دروبز ‏                            | + 0 ث         |
| 5                                      | ليزا كلاين      | ألمانيا       | كانيون–إس آر إيه إم ‏              | + 0 ث         |
| 6                                      | أرلينيس سيرا    | كوبا          | أيه آر مونكس برو سيكلينج للسيدات ‏ | + 0 ث         |
| 7                                      | سارة روي        | أستراليا      | Liv AlUla Jayco ‏                  | + 0 ث         |
| 8                                      | ساندرا ألونسو   | إسبانيا       | بيزكايا دورانجو ‏                  | + 0 ث         |
| 9                                      | أمالي ديديريكسن | الدنمارك      | Lidl–Trek (women's team) ‏         | + 0 ث         |
| 10                                     | Charlotte Kool ‏ | هولندا        | إن إكس تي جي ريسينغ ‏              | + 0 ث         |
| مصدر: ProCyclingStats Cycling Quotient |                 |               |                                   |               |

## وصلات خارجية
- الموقع الرسمي
- لمحة عن سباق شيلديبريجس للسيدات 2021 على موقع  ProCyclingStats   (برو  سايكلنج  ستاتس) - إحصاءات  محترفي  الدراجات.
- شيلديبريجس للسيدات 2021 على موقع إحصائيات الدراجات الإحترافية (الإنجليزية)